# Ilija Sivonjić
Ilija Sivonjić (Zubovići, BiH, 13. siječnja 1987.) bivši je hrvatski nogometaš.
Sivonjić je od 2004. do 2007. nastupao za Kamen Ingrad, te je zabilježio 49 nastupa i 9 pogodaka. Od 2007. do kraja jesenskog dijela sezone 2008./09. nastupao je za zaprešićki Inter, za koji je u 38 nastupa postigao 12 pogodaka.
Dana 4. siječnja 2009. godine potpisao je ugovor sa zagrebačkim Dinamom, kojim se obvezao na pet i pol godišnju vjernost.
U lipnju 2011. se obvezao na jednogodišnji ugovor s NK Rijekom, ali se u prvoj pripremnoj utakmici teško ozlijedio.

## Vanjske poveznice
- Ilija Sivonjić na hnl-statistika.com